# Common Sense (panfleto)
Common Sense ou em português, Senso Comum, é um panfleto político publicado por Thomas Paine a 10 de janeiro de 1776. Contribuiu para a divulgação do ideal independentista, antes da declaração formal da Independência dos Estados Unidos, e por essa razão Thomas Paine é também considerado um "pai fundador".
Payne era um escritor e filósofo político inglês que emigrou para a América. No seu panfleto, numa linguagem acessível ao grande público, perguntava se existia algo mais oposto ao senso comum do "que um continente (...) ser eternamente governado por uma ilha".

## A estrutura e o conteúdo
O panfleto Paines está dividido em quatro capítulos principais, listados na página de título:
- I. "Da Origem e Desenho do Governo em geral, com Observações concisas sobre a Constituição Inglesa."[2] ("Sobre a origem e estrutura de um governo em geral, com breves comentários sobre a constituição inglesa")
- II. “Da Monarquia e da Sucessão Hereditária.”[2] ("Da Monarquia e Sucessão")
- III. "Reflexões sobre o presente estado dos assuntos americanos."[2] ("Reflexões sobre o estado atual dos assuntos americanos")
- IV. "Sobre a capacidade atual da América, com algumas reflexões diversas."[2] ("Sobre a capacidade atual da América, com outras considerações mistas")

Além da ênfase na necessidade de se separar da pátria mãe, o "Senso Comum" também ancorou a lei natural e as ideias democráticas que foram pioneiras para a posterior declaração de independência.

## Popularidade
"Common Sense" tornou-se o panfleto mais popular nas colônias americanas e alcançou uma tiragem de 120 000 exemplares em três meses. A pesquisa de hoje sugere que já no início de 1776, metade de todos os colonos americanos tinham ouvido passagens do "senso comum" de uma forma ou de outra. No geral, o panfleto teve uma tiragem de mais de 500 000 cópias. Esse tremendo sucesso também se deve ao fato de Paine - ao contrário da maioria dos outros autores de sua época - usar uma linguagem próxima ao povo.

## A importância e o impacto
O panfleto em que Paine era o então rei britânico George III. Açoitado como "Faraó" e "besta real", muitas vezes causou uma mudança de opinião e levou partes da população americana para a ideia de independência. O "senso comum" teve uma influência decisiva na Declaração da Independência, escrita por Thomas Jefferson e assinada em 4 de julho de 1776. Paine foi o primeiro a sugerir que a nova nação fosse chamada de "Estados Unidos da América".

De acordo com o historiador Jürgen Heideking, "o panfleto Common Sense de Thomas Paine acendeu a faísca que causou a explosão do barril de pólvora.